# Rasiera
Die Rasiera, auch Restiera, Restiero, Rosiero oder Ruggero, war ein Getreidemaß auf Sardinien.
Das Maß war in
Cagliari
- 1 Rasiera = 3 ½  Stellari = 8090 Pariser Kubikzoll[2]
  - 1 Stellaro = 2479 Pariser Kubikzoll = 49,175 Liter
  - 1 Rasiera = 3 ½ Starolli = 7 Corbule = 14 Quarti = 28 Imbuti = 56 Migamuti = 172,1 Liter[3]

Sassari
- 1 Stellaro == 1239,5 Pariser Kubikzoll = 24,587 Liter
  - 1 Rasiera = 8676,6 Pariser Kubikzoll = 172,1 Liter[4]
  - 1 Rasiera = 7 Starolli/Stellari = 56 Imbuti = 112 Migamuti = 172,1 Liter.

Als Flächenmaß war 
- 1 Rasiera = 202.500 Quadrat-Palmi/Palmi quadrati = 1,39535 Hektar.[5]

Das Maß war die mit einer Rasiera  Getreide zu bestellende Fläche.